# 末吉光徳
末吉 光徳（すえよし みつのり、1946年8月4日 - ）は、日本の政治家。自由民主党所属の元衆議院議員（1期）。

## 来歴
長崎県南島原市有家町出身。長崎県立島原農業高等学校卒業。長崎県議会議員に6期当選。県連幹事長など党の要職を歴任し、2009年からは第60代県議会議長も務めた。しかし、現職議長として挑んだ2011年の県議会議員選挙で落選する。
2012年、第46回衆議院議員総選挙に自由民主党公認で比例九州ブロックに立候補。小選挙区の大勝による議席増を見越した党本部が、比例名簿の登載人数が足りずに他党に議席を譲る事態を回避するための比例名簿登録だった。九州地区の選挙区で敗れた自民党の候補者が2名しかいなかったため、党6人目の順位で初当選。本人も「当選するとは夢にも思わなかった」「宝くじで6億円当たるよりうれしい」と述べる望外の結果を得た。
2014年、第47回衆議院議員総選挙に自由民主党公認で比例九州ブロック単独で立候補するも、落選した。

## 人物
西九州たばこ耕作組合理事、農協理事などを務めたほか、建設会社や贈答品販売会社を創業・経営した。しかし、2008年に義弟に経営を譲っていた建設会社が倒産。多額の負債を信用保証協会に負わせたとして、同じく親族が経営する会社が倒産した長崎県議会議員の田中愛国と共に右翼団体から議員辞職を迫られたことがあった。